# Bailleul-lès-Pernes
Bailleul-lès-Pernes é uma comuna francesa na região administrativa de Altos da França, no departamento de Pas-de-Calais. Estende-se por uma área de 3,49 km². Em 2010 a comuna tinha 420 habitantes (densidade: 120,3 hab./km²).